# ひのとり (人工衛星)
第７号科学衛星ひのとり (ASTRO-A) は東京大学宇宙航空研究所（後の宇宙科学研究所、現宇宙航空研究開発機構宇宙科学研究本部）が打ち上げた日本初の太陽観測衛星である。開発・製造は日本電気が担当した。1981年2月21日、鹿児島宇宙空間観測所（現内之浦宇宙空間観測所）からM-3Sロケット2号機によって打ち上げられた。打ち上げ後、手塚治虫の代表作である『火の鳥』にちなみ命名された。

## ミッションの概要
ひのとりは第21太陽活動極大期の太陽、とくに太陽フレアを高精度で観測する目的で開発された。同時期に活動した太陽観測ミッションとしてはNASAのソーラーマックスがある。計画にあたっては、第20極大期に実施された宇宙からの太陽観測ミッションの成功が大きな動機付けの一つとなった。1975年までに搭載機器が決定され、1976年からプロトモデルが、1978年からフライトモデルが設計・製作された。当初の予定では打ち上げは1981年2月16日だったが、整備の都合と悪天のため延期された。2月21日に打ち上げ成功、近地点576km、遠地点644kmの略円軌道に乗った。
1991年7月11日、大気圏に突入して燃え尽きた。

## 観測機器
最初の5個が太陽観測装置、残り3個が地球周辺環境と太陽との相互作用を観測するための装置である。
- 太陽フレアX線像観測器 (SXT) -- すだれコリメーターと衛星の自転を利用してX線による二次元像を得る。
- 太陽軟X線観測器 (HXM) -- フレアから発生する20-300keVのX線のスペクトルと時間変化を観測する。
- 太陽軟X線輝線スペクトル観測器 (SOX) -- 衛星の自転を利用したブラッグ結晶分光計。
- 太陽フレアモニター (FLM) -- 蛍光比例計数管を用い、2-20keVのX線のスペクトルを観測する。
- 太陽ガンマ線観測器 (SGR) -- ヨウ化セシウムを用いた、太陽フレアに伴うガンマ線の検出器。
- 粒子線モニター (PXM) -- 地球周辺の荷電粒子の測定。
- プラズマ電子密度測定器 (IMP) -- プラズマ電子密度の測定。
- プラズマ電子温度測定器 (TEL) -- プラズマ電子温度の測定。

なお、HXMとFLMが太陽フレアを検出すると、観測データ記録用の磁気テープが早回しになって記録精度が8倍になるよう設計されている。

## 主な成果
運用終了後も、ひのとりのデータを分析した結果、2008年に地震の前兆として電離層の電子温度が低下する現象が確認された。地震が電離圏に及ぼす影響を「ひのとり」のデータで研究

## その他
- 当機は太陽観測衛星であり、また天文衛星ASTROシリーズの初号機でもある。ただし、日本の太陽観測衛星は後にSOLARシリーズとして分離された。シリーズの構成は関連項目を参照のこと。
- 当機の愛称決定にあたり、手塚ファンであった東京天文台の田中捷雄とISASの的川泰宣が暗躍したため、名称案の募集に応募した実験班の80%が「ひのとり」を推薦したと伝えられている。ちなみに、打ち上げ当時、手塚治虫の『火の鳥』はベストセラーであった。
- 「ひのとり」という名称は、手塚治虫事務所に確認して了承を得た上で命名された。これに関連し、手塚はISASの刊行物用にイラストを提供している。